# Rhinocricus dispar
Rhinocricus dispar är en mångfotingart som beskrevs av Filippo Silvestri 1895. Rhinocricus dispar ingår i släktet Rhinocricus och familjen Rhinocricidae. Inga underarter finns listade i Catalogue of Life.